# Руски Букър
„Руски Букър“ (на руски: „Ру́сский Бу́кер“) е ежегодна литературна награда в Русия за най-добър роман на руски език, публикуван за първи път в предишната година. Наградата е присъждана в периода 1992 – 2017 г. Лауреати на наградата в различни години са Владимир Маканин, Булат Окуджава, Людмила Улицка, Георги Владимов, Василий Аксьонов.

## История
Основана е през 1992 година по инициатива на Британския съвет в Русия по образеца на британската литературна награда „Букър“. Това е първата несвързана с държавата награда от 1917 г. Постепенно организацията е предадена на руски литератори в лицето на Букеровский комитет, оглавяван от 1999 г. от Игор Шайтанов (литературовед и критик). Понякога в названието се добавя името на спонсор: „Букер – Smirnoff“ (1999 – 2001) – по известната компания за водка, или „Букер – Откритая Россия“ (2002 – 2005) – по фондацията на голямата нефтена компания „Юкос“.
Журито е 5-членно – четирима членове са писатели, критици и филолози, а петият представлява друго изкуство. Съставът на журито се променя всяка година. Задачата му е да състави дълъг, после кратък списък с предложения (от 3 до 6 романа), а след това да обяви и победителя.
Паричната стойност на наградата нараства от 10 000 щатски долара през 1992 г. до 15 000 долара през 2003 г.
През 2008 г. писателят Юрий Поляков дава отрицателна оценка на премията, като заявява, че наградените романи не се преиздават и наградата е нанесла ущърб на литературата не по-малко, отколкото КГБ.
Допълнително от 2004 г. съществува „Студентски Букер“ („Студенческий Букер“), в чието жури влизат 5 студенти и аспиранти. То изготвя дълъг, после кратък списък от книги, избира и обявява победителя.
През пролетта на 2018 г. търсенето на спонсори се проваля и в резултат на това наградата не се присъжда. На 19 септември 2019 г. Управителният съвет на Фондация „Руски Букър“ и Комитетът по присъждането на „Руски Букър“ официално обявяват прекратяването на наградата. Въпреки това, руският фонд „Букър“ не е закрит, „като по този начин остави възможността за подновяване на наградата“.
| „ | проведоха се много преговори и бяха получени предложения, но в крайна сметка те не дадоха резултат. Като се има предвид формата на наградата и нейната репутация, не всяко предложение може да бъде прието. Първоначално не разглеждахме предложения, които биха могли да дойдат от чужбина, тъй като това веднага би поставило руската награда в позицията на „чуждестранен агент“, което би било най-малкото абсурдно за награда, чиято цел е да популяризира и подкрепя руската литература. Предложения, които водят до фундаментална промяна в правилата за наградата и съществуващия ѝ формат, не могат да бъдат приети. Поради тази причина бяха отхвърлени варианти, които предполагаха намеса на спонсора в процеса на присъждане или прехвърлянето на всички негови събития извън Москва. | “ |

## Наградени
| Година | Награден романист           | Произведение                                    | Председател на журито |
| ------ | --------------------------- | ----------------------------------------------- | --------------------- |
| 1992   | Марк Харитонов              | „Линията на съдбата или ковчежето на Милашевич“ | Алла Латинина         |
| 1993   | Владимир Маканин            | „Маса, покрита със сукно с гарафа по средата“   | Вячеслав Иванов       |
| 1994   | Булат Окуджава              | „Опразнен театър“                               | Лев Аннински          |
| 1995   | Георги Владимов             | „Генералът и неговата армия“                    | Станислав Расадин     |
| 1996   | Андрей Сергеев              | „Албум за марки“                                | Ирина Прохорова       |
| 1997   | Анатоли Азолски             | „Клетка“                                        | Игор Шайтанов         |
| 1998   | Александър Морозов          | „Стари писма“                                   | Андрей Зорин          |
| 1999   | Михаил Бутов                | „Свобода“                                       | Константин Азадовски  |
| 2000   | Михаил Шишкин               | „Превземането на Измаил“                        | Олег Чухонцев         |
| 2001   | Людмила Улицка              | „Казусът Кукоцки“                               | Юри Давидов           |
| 2002   | Олег Павлов                 | „Карагандински деветини“                        | Владимир Маканин      |
| 2003   | Рубен Давид Гонсалес Гайего | „Бяло на черно“                                 | Яков Гордин           |
| 2004   | Василий Аксьонов            | „Волтерианци и волтерианки“                     | Владимир Войнович     |
| 2005   | Денис Гуцко                 | „Без път-следа“                                 | Василий Аксьонов      |
| 2006   | Олга Славникова             | „2017“                                          | Александър Кабаков    |
| 2007   | Александър Иличевски        | „Матис“                                         | Асар Епел             |
| 2008   | Михаил Елизаров             | „Библиотекар“                                   | Евгений Сидоров       |
| 2009   | Елена Чижова                | „Време на жените“                               | Сергей Гандлевский    |
| 2010   | Елена Колядина              | „Кръст от цветя“                                | Руслан Киреев         |
| 2011   | Александр Чудаков           | „Ляга мъгла на стари стъпала…“                  |                       |
| 2012   | Андрей Дмитриев             | „Селянин и тинейджер“                           | Самуил Луре           |
| 2013   | Андрей Волос                | „Връщане в Панджруд“                            | Андрей Дмитриев       |
| 2014   | Владимир Шаров              | „Връщане в Египет“                              |                       |
| 2015   | Александър Снегирьов        | „Вера“                                          |                       |
| 2016   | Пьотър Алешковски           | „Крепост“                                       | Даря Донцова          |
| 2017   | Александра Николаенко       | „Да убиеш Бобрикин. Историята на едно убийство“ | Пьотър Алешковски     |